# 拜勒姆森特 (新澤西州)
拜勒姆森特（英語：Byram Center）是位於美國新澤西州蘇塞克斯縣的普查規定居民點。

## 人口
根據2020年美國人口普查的數據，拜勒姆森特的面積為7.45平方千米，當中陸地面積為7.41平方千米，而水域面積為0.03平方千米。當地共有人口2232人，而人口密度為每平方千米299.6人。